# Bandera de guerra

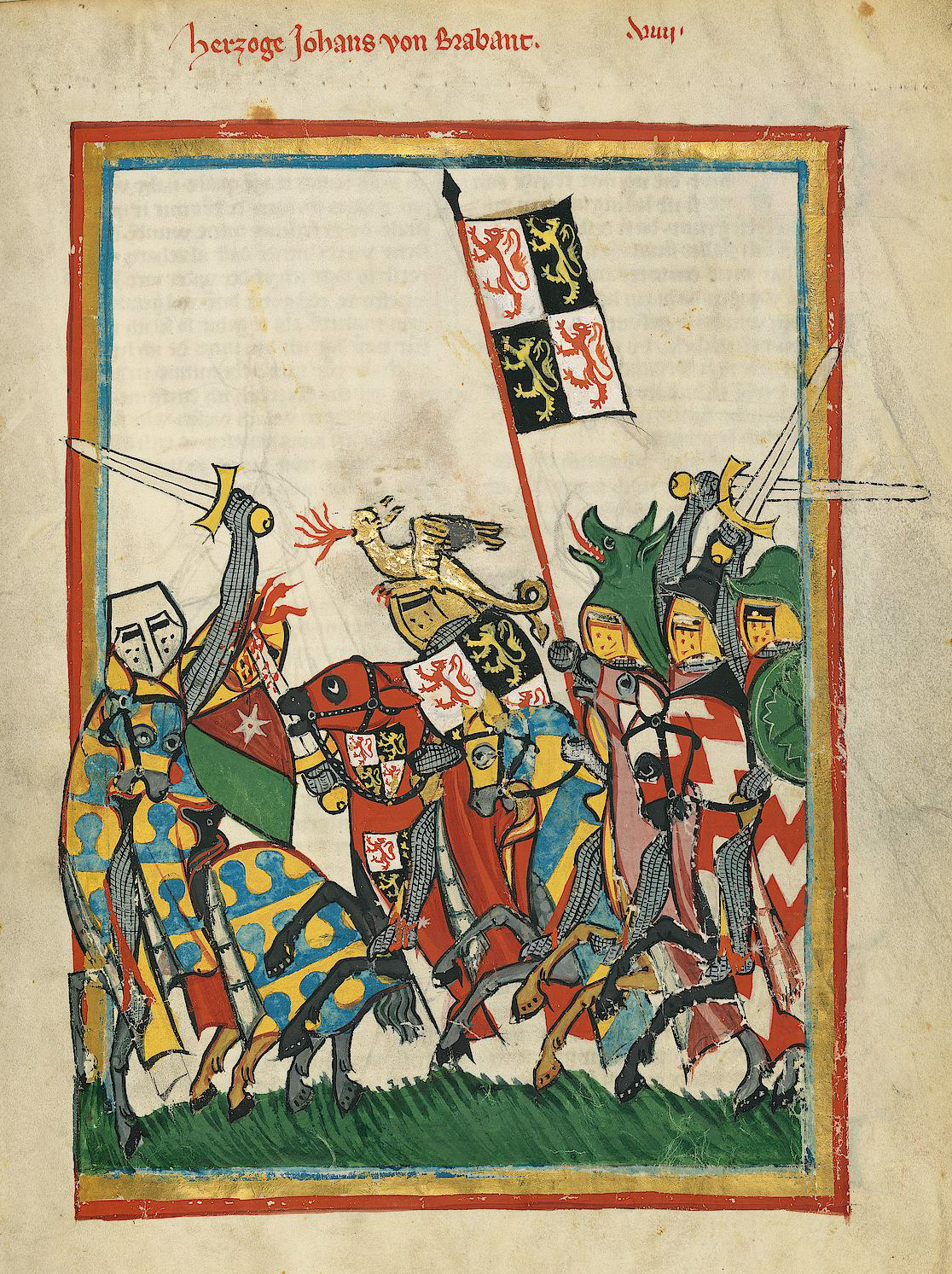
Un caballero (Jan I van Brabant) ondeando una bandera heráldica en batalla, además del dispositivo heráldico que se muestra en su escudo (Codex Manesse, c. 1304)

Se denomina bandera de guerra a la bandera nacional que utilizan las fuerzas armadas de un país. Su equivalente, en el caso del pabellón nacional, es el pabellón naval. 

## Historia

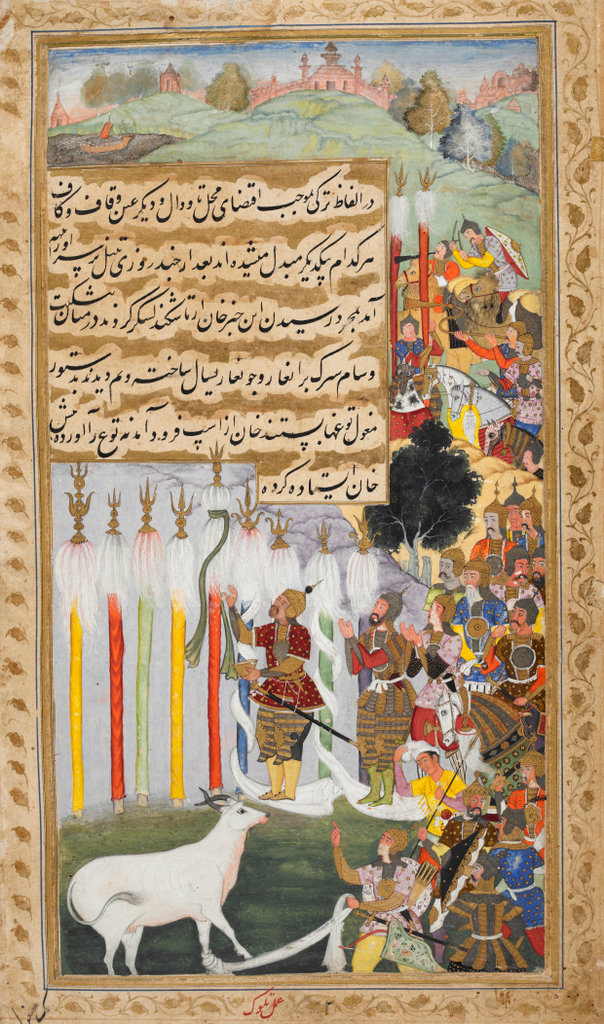
Babur y su ejército mogol saludando los Nueve Estandartes de Tamerlán.

Las señales de campo se utilizaron en las primeras guerras al menos desde la Edad del Bronce. La palabra estandarte en sí misma proviene de un término franco antiguo para un signo de campo (no necesariamente una bandera).
El uso de banderas como señales de campo aparentemente surge en Asia, durante la Edad del Hierro, posiblemente en China o la India. en la Persia aqueménida, cada división del ejército tenía su propio estandarte y "todos los oficiales tenían estandartes sobre sus tiendas". Los primeros signos de campo que incluyen, entre otros, una bandera, también se denominan vexilloide o "parecido a una bandera", por ejemplo, el estandarte del águila romana o el estandarte del dragón de los sármatas. El vexillum romano en sí también es "parecido a una bandera" en el sentido de que estaba suspendido de una barra transversal horizontal en lugar de un simple asta de bandera.
El uso de banderas simples como insignias militares se vuelve común durante el período medieval, desarrollándose en paralelo con la heráldica como complemento al dispositivo heráldico que se muestra en los escudos. La bandera marítima también se desarrolla en la época medieval. El sashimono japonés medieval llevado por soldados de infantería es un desarrollo paralelo.
Algunas ciudades o comunas libres medievales no tenían escudos de armas y usaban banderas de guerra que no derivaban de un escudo de armas. Así, la ciudad de Lucerna utilizó una bandera azul-blanca como señal de campo desde mediados del siglo XIII, sin derivarla de un diseño de escudo heráldico.